# Francisco Zacarías Juan
Francisco Zacarías Juan (Caudiel, c. 1671 - Murcia, 1745) fue un compositor y maestro de capilla español.

## Vida
Francisco Zacarías Juan nació en Caudiel, en la provincia de Castellón, hacia 1671.
Su primer cargo fue como maestro de capilla de la Colegiata de Santa María de Játiva, que conseguiría en 1692. En 1706 abandonó el cargo y la ciudad en previsión de las consecuencias de la guerra de sucesión española en la ciudad. Játiva se había puesto de parte del perdedor, y las consecuencias tanto de infraestructuras, económicas, administrativas y de vidas fueron muy graves. De hecho, se refundó la ciudad con el nombre de San Phelipe.
Entre 1707 y 1709 Zacarías sustituyó de forma interina en el magisterio de la Colegiata de Alicante a Isidro Escorihuela, que se había desplazado a Játiva. En el magisterio de Alicante estuvo acompañado de Pere Cuñat, Jordi Rodríguez y Tomás García.
En 1709 fue nombrado maestro de capilla de la iglesia parroquial de Santa María de Elche. El cargo estaba ocupado por el maestro Gregorio Brufal que ya era muy mayor y ya no estaba en condiciones de dirigir a los músicos. Zacarías, informado de la situación en Elche, ofreció sus servicios a la junta parroquial, con la condición de obtener un salario de 100 libras y una plaza de clérigo. La junta aceptó y Zacarías fue nombrado maestro de forma unánime el 6 de enero de 1709. El maestro Zacarías tuvo buenas relaciones con la villa, relación que mantuvo tras su partida a Murcia el 25 de febrero de 1714.
El 19 de febrero de 1714 era elegido maestro de capilla de la Catedral de Murcia, donde permanecería hasta su fallecimiento. Ese mismo año el cabildo de Játiva reclamó a su antiguo maestro, pero Zacarías debió rechazar la oferta, ya que el 14 de agosto de nombraba a Francisco Sarrió como sucesor.
En 1716 era maestro de capilla en Cartagena. Desde allí intervino en la polémica de la Misa Scala aretina a favor de Francisco Valls.

Dictamen del señor don Francisco Zacarías Juan, maestro de capilla de la santa iglesia de Cartagena.
Reconociendo muy de espacio la entrada del segundo tiple, que en la misa intitulada Scala Aretina hace el maestro Francisco Valls, no puedo dejar de decir que se le debe aplaudir la novedad de entrar el paso en la novena cuando entra el segundo tiple. [...]  para que no repita una misma cosa; y para el abono de tan sutil
pensamiento del autor, le bastará el ejemplo primero del señor maestro Capitán, maestro tan clásico que mereció por su alta inteligencia ser maestro del señor Felipe Cuarto en su real capilla, que todos debemos venerar, pues nos ha enseñado lo que debemos ejecutar; y no menos el segundo ejemplo, de maestro tan clásico como lo ha sido de la santa iglesia metropolitana de Valencia, el señor don Antonio Teodoro Ortells; el último le tengo en una obra mía [...]
Esto es lo que mi cortedad ha podido discurrir, y siendo preciso dar mi sentir, así lo siento, haciendo salva a los dictámenes que los señores maestros podrán dar con más acuerdo y más experiencia, y lo firmo en Murcia a 3 de agosto 1715.
Don Francisco Zacarías Juan.

Intervendría una segunda vez desde Murcia.

Respuesta de don Francisco Zacarías Juan, maestro de capilla de la santa iglesia de Cartagena, a un papel impreso, su autor don Joaquín Martínez, en que condena la entrada del segundo tiple de la misa que compuso Francisco Valls, maestro de capilla de la santa iglesia de Barcelona, con el título de Scala Aretina.
El día 3 de agosto del año pasado de 1715 firmé un papel aprobando la entrada del tiple segundo en el Miserere nobis de la célebre misa que compuso el maestro Francisco Valls con el título de Scala Aretina, dando por buena la entrada del segundo tiple, opinión tan válida, que no me quedó la menor duda en decir es buena aquella entrada del tiple segundo del Miserere nobis de dicha misa; y habiendo llegado a mis manos un papel impreso, su autor don Joaquín Martínez, impugnando el papel que tiene impreso el maestro Francisco Valls para su defensa en la entrada del segundo tiple [...]
No me queda la menor duda en el paso de aquel segundo tiple que hizo el maestro Francisco Valls en el Miserere nobis de su célebre misa, para aprobar su discurso, sin que pueda llevarme otro interés que el de la razón y el conocimiento de mi corta inteligencia. Ni tampoco en la de los ejemplares de maestros tan clásicos que propone el maestro Valls para calificar su dictamen, que como hombres pudieron errar, pero, según mi inteligencia, debo creer lo hicieron con mucho acuerdo, y debemos hablar con mucha veneración de los que supieron obrar con el acierto que manifiestan sus obras. Así lo siento, en Murcia, a 24 de julio de 1716 años.
Don Francisco Zacarías Juan.

El 15 de mayo de 1727 se vacaba el magisterio del Real Colegio del Corpus Christi de Valencia por el fallecimiento de Pedro Martínez Orgambide. Se decidió no realizar unas oposiciones por los costes que implicaba y elegir al mejor candidato entre los que ofreciesen sus servicios. Se presentaron un número considerable de maestros, lo que da una idea de lo interesante del cargo. Fueron, además de Zacarías: Francisco Luis Serra, maestro de el Pilar de Zaragoza; Francisco Hernández Illana, maestro de la Catedral de Astorga; José Escorihuela, maestro de la Catedral de Tortosa; Diego Amillano, maestro de Catedral de Tudela; Pedro Vidal, maestro de la Colegiata de Rubielos; Onofre Peñalva, maestro de la iglesia de Onteniente; y Melchor Martínez, organista de la iglesia de Castellón de la Plana. Zacarías no tuvo éxito y el cargo fue para Illana.
En 1731 el maestro Zacarías se jubiló en el cargo, pero continuó colaborando con la capilla de música como maestro jubilado. Le sucedería en el cargo Francisco Miras Muñoz. Zacarías falleció en Murcia en 1745.

## Obra
El maestro Zacarías tenía un reconocido prestigio a nivel español. La musicóloga Andrea Bombi ha encontrada referencias a letras relacionadas con Zacarías en diversos cancioneros valencianos.
Durante su estancia en Elche dirigió en cinco ocasiones el Misterio de Elche. En la ciudad se conservan una serie de composiciones realizadas por Zacarías para el Misterio en las «libretas del apostolado», de las que todavía existen ocho de las once originales.
Además se conservan un Lauda Hierusalem a 11 voces, en el Colegio del Corpus Christi de Valenciak y Trinen las aves también a once voces, en la Biblioteca de Cataluña, ambas conservadas en forma manuscrita de Zacarías. En la Catedral de Segorbe se conservan varias obras:
- Glorosiosæ Virginæ, motete a 11 voces.
- ¡Ah!, de la fragante, villancico a 9 voces, violín y arpa.
- A la escuela, villancico a 8 voces.
- Ardiente mariposa, villancico a 7 voces.
- Casa de guerra, villancico a 10 voces y bajo continuo.
- ¡Oh!, qué hermosa reina, villancico a 8 voces y bajo continuo.
- Poder de Dios, villancico a 10 voces y bajo continuo.
- Quién es esta, villancico a 11 voces y bajo continuo.
- Un teólogo pastor, villancico a 8 voces y bajo continuo.
- Amante de mi vida.
- Asombro, prodigio, portento, a 3 voces y bajo continuo.
- Encanto humanado, a 4 voces.
- Este enigma.
- Para qué, a 4 voces.